# Nobuyo Fujishiro
Nobuyo Fujishiro (jap. 藤代 伸世 Fujishiro Nobuyo; ur. 25 stycznia 1960) – były japoński piłkarz, reprezentant kraju.

## Kariera klubowa
Od 1982 do 1992 roku występował w klubach: NKK i Sumitomo Metal.

## Kariera reprezentacyjna
W reprezentacji Japonii zadebiutował w 1988. W sumie w reprezentacji wystąpił w 2 spotkaniach.

## Statystyki
| Reprezentacja Japonii | Reprezentacja Japonii | Reprezentacja Japonii |
| Rok                   | Mecze                 | Gole                  |
| --------------------- | --------------------- | --------------------- |
| 1988                  | 2                     | 0                     |
| Razem                 | 2                     | 0                     |